# Jena-Nord
Jena-Nord ist ein Ortsteil und ein gleichnamiger, innerhalb dieses Ortsteils liegender Stadtbezirk (früher Statistischer Bezirk) der kreisfreien Stadt Jena in Thüringen, nach Einwohnern der zweitgrößte. In der folgenden Darstellung wird unter Jena-Nord allgemein der gesamte Ortsteil verstanden; auf nur den Stadtbezirk betreffende Aussagen wird besonders hingewiesen.

## Geografie
Jena-Nord ist ein von der Topografie, Flächennutzung und Bebauung vielgestaltiger Ortsteil, der zum allergrößten Teil erst im 20. Jahrhundert entstand. Er ist 4,34 km² groß und grenzt im Süden an den Ortsteil Jena-Zentrum, im Osten mit der Saale an Wenigenjena und Kunitz/Laasan, im Norden an Löbstedt und Zwätzen, im Westen an Closewitz und im Südwesten an Jena-West. Durch Jena-Nord führen die Bundesstraßen 7 und 88.

## Gebäude und Einrichtungen

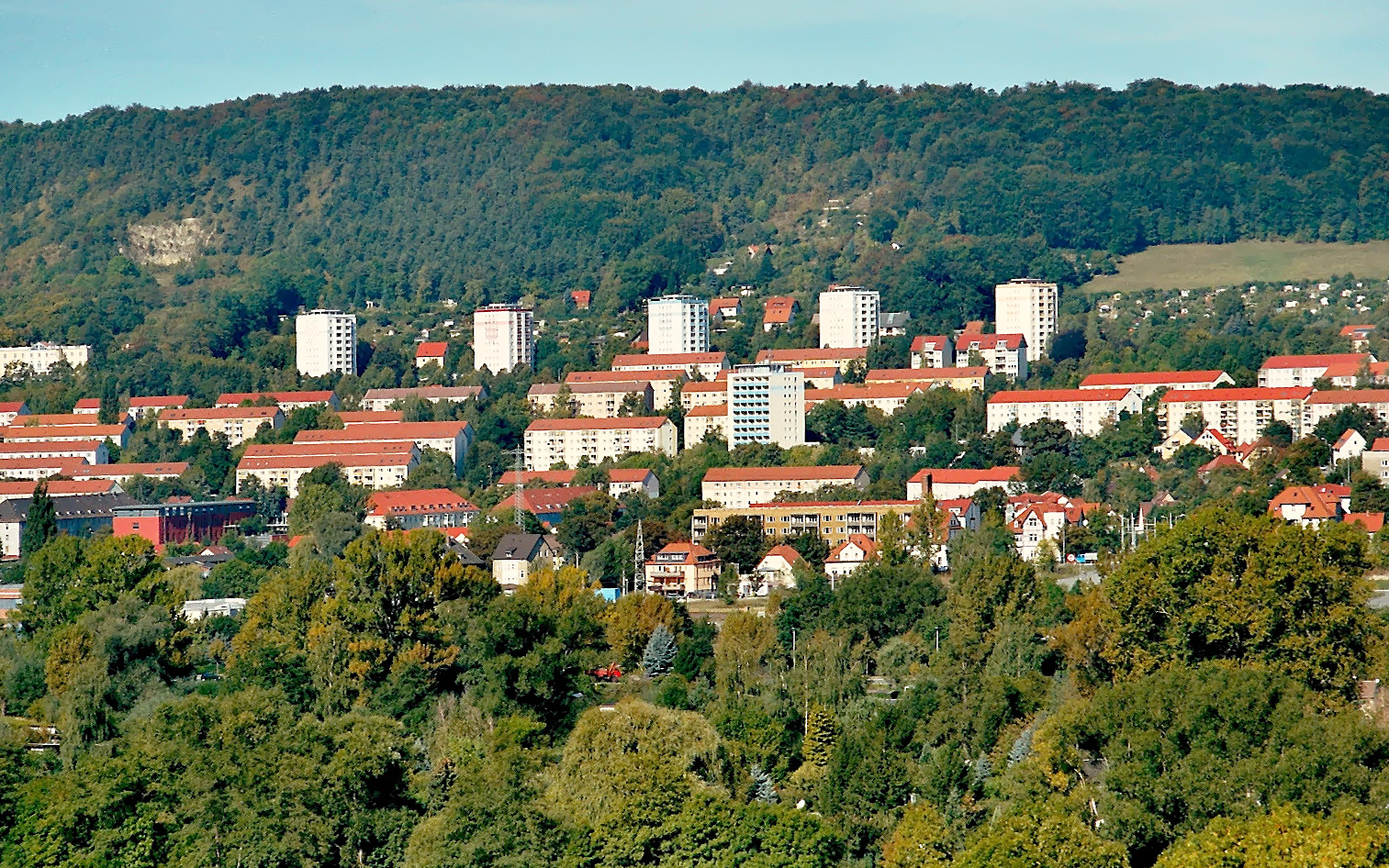
Der Stadtbezirk Nord II im Jahre 2004

Stadtbildprägende Gebäude in Jena-Nord sind der Nollendorfer Hof am Eingang zum Ortsteil von der Innenstadt her sowie fünf in Reihe angeordnete zehngeschossige Hochhäuser in der Closewitzer Straße, dazu die einzeln stehenden Hochhäuser am Emil-Höllein-Platz und in der Schützenhofstraße. Das ehemals weithin sichtbare Neue Schützenhaus (Closewitzer Straße 1a) ist heute von Wald fast verdeckt. Weitere bedeutende Gebäude sind die Nordschule und der an der Grenze des Ortsteils liegende Kulturbahnhof Jena, das denkmalgeschützte ehemalige Empfangsgebäude des Saalbahnhofes und Zentrum für soziokulturelle und gemeinnützige Tätigkeiten sowie freie Kulturarbeit. Im Ortsteil befindet sich der Nordfriedhof als Hauptfriedhof Jenas.

## Verkehr
Durch Jena-Nord führt die Saalbahn, an der der Saalbahnhof, der ehemalige Jenaer Hauptbahnhof, liegt. Außerdem führen die Straßenbahnlinien 1 und 4, die Stadtbusse 15, 41 und 43 sowie Überlandbusse durch den Stadtteil.

## Verwaltungsgeschichte
Jena-Nord als statistische Einheit entstand gemäß einem Stadtratsbeschluss vom 6. Mai 1992. Dieser Beschluss legte fest, dass Jena entlang der im Stadtgebiet verlaufenden Gemarkungsgrenzen in statistische Bezirke (später Stadtbezirke genannt) eingeteilt wird; die eigentliche Gemarkung Jena (in den Grenzen von 1908) wurde wiederum in die Bezirke Jena-Zentrum, -Süd, -West und -Nord unterteilt. Im Jahre 2006 wurde aus dem bisherigen Stadtbezirk Jena-Nord und dem bisher zu Löbstedt gehörenden Stadtbezirk Nord II der Ortsteil Jena-Nord in seinen heutigen Grenzen gebildet.
Am 7. Mai 2006 wurden erstmals ein Ortschaftsrat und Ortsbürgermeister (später Ortsteilrat und Ortsteilbürgermeister genannt) gewählt. Ortsteilbürgermeister von 2006 bis 2016 war Siegfried Ferge († 20. April 2018). Seit 5. Juni 2016 ist Dr. Christoph Vietze Ortsteilbürgermeister. Der Ortsteilrat von Jena-Nord hat 10 Sitze.